# АЕЦ оклопна кола
Оклопна кола AEC (енг. AEC Armoured Car) су британска оклопна кола из Другог светског рата.

## Историја
Током 20-их година Британци су били главни корисници оклопних кола. Већина возила у армији и РАФ била су релативно лака, заснована на шасији Ролс-Ројс 4x2. Возила за извоз била су тежа, користећи шасију 6x4 камиона Ланкестер или Кросли. Почетком 30-тих, војска је изгубила интересовање за оклопна кола, у корист лаких тенкова као извиђачког возила. Развој оклопних кола престао је након 1934. Потреба за оклопним колима са погоном на 4 точка постала је очигледна крајем 30-их година, али су прва тестирања таквих возила почела тек 1938. Тако су 1939-1941. настала оклопна кола Гај и Хамбер Mk I.

## Карактеристике
Засновано на шасији артиљеријског трактора АЕЦ Матадор 4x4, ово возило било је најтеже од свих британских оклопних кола: дуг, узан труп био је теже оклопљен. Уобичајени погон био је преко предњих точкова, док су задњи укључивани на неравном терену. Мк I користио је куполу са раних тенкова Валентајн, наоружану топом од 2 фунте и спрегнутим митраљезом Беса 7,92 mm. Мк II имао је другачији труп и нову куполу са топом од 6 фунти и Бесом, док је Мк III заменио топ оним од 75 mm.

### У борби
Тежак оклоп и снажан мотор овог возила били су популарни у јединицама оклопних кола, где су пружали ватрену подршку оклопним колима Дајмлер и Хамбер. Недостатак возила била је његова висина. Мк I служио је у Северној Африци од 1941, а Мк II у Италији од 1943.